# 平盛兼
平 盛兼（たいら の もりかね）は、平安時代後期の北面武士。

## 経歴
桓武平氏大掾氏の一族で、平貞盛の弟平繁盛の子平兼忠の孫・平高衡の子。右衛門尉。大掾盛兼とも呼ばれる。また、『吾妻鏡』では、伊勢平氏の平維衡の末裔と記されている。子に平信兼・平経隆がいる。孫は山木兼隆。
天永2年（1111年）に馬充と見え、のち左兵衛尉・左衛門尉となり院の北面に候し検非違使となる。長承3年（1134年）従五位下から上へ昇叙され、久安3年（1147年）土佐守を経て、同5年に和泉守となった。
保元の乱の際、鳥羽法皇の遺勅によって集められた中に名があり、藤原忠通方として戦った。